# Sainte-Anastasie, Cantal
Sainte-Anastasie är en kommun i departementet Cantal i regionen Auvergne-Rhône-Alpes i mitten av Frankrike. Kommunen ligger  i kantonen Allanche som ligger i arrondissementet Saint-Flour. År 2022 hade Sainte-Anastasie 124 invånare.

## Befolkningsutveckling
Antalet invånare i kommunen Sainte-Anastasie
Referens:INSEE